# Еміль Олів'є
Еміль Оллів'є (фр. Émile Ollivier; 1825, Марсель, Франція — 1913, Верхня Савоя) — французький політик і державний діяч, з 27 грудня 1869  по 9 серпня 1870 роки, перебував на посаді прем'єр-міністра Франції, очолював кабінет міністрів.

## Життєпис
Народився в 1825 році в сім'ї французького республіканця-радикала, вигнаного після революції 2 грудня 1851 року.
У 1848 році посланий тимчасовим урядом країни як комісар республіки на південь.
Пізніше був префектом департаменту Буш-дю-Рон, де показував непостійність, зблизившись з монархістами.
З переходом влади до рук Луї-Наполеона, Оллів'є повинен був залишити службу і став працювати адвокатом та журналістом.
У 1857 році обраний депутатом Парижа до законодавчого корпусу і до 1863 року належав до групи п'яти, які створювали опозицію режиму Наполеона. Однак незабаром Оллів'є став шукати зближення з державними органами, і, в свою чергу, політика Наполеона допомагала йому, особливо йому симпатизував герцог Шарль де Морні (брат Наполеона lll, батько Матильди де Морні, коханки Колетт і Ліани де Пужі). Зі смертю Морні на деякий час до влади прийшов напрям Руєра, і надії Оллів'є на «роль Мірабо» (пост міністра в ліберальному кабінеті) були зруйновані.
На виборах в травні 1869 року виступив у французькій столиці в опозиції під видом опозиції, але насправді був кандидатом від уряду, але був заблокований і потрапив у палату тільки через обрання в одному з південних департаментів. Ясно формулював свою програму «врятувати імперію» поступками лібералізму.
Погодившись на цілий ряд реформ (надання законодавчому корпусу законодавчої ініціативи, право інтерпеляції та ін.), французький імператор запропонував Емілю Оллів'є сформувати й очолити кабінет міністрів. До складу уряду, сформованого 2 січня 1870 року, увійшли з одного боку монархісти, готові до примирення з «ліберальної імперією» (Бюффе, Дафю), а з іншого боку — бонапартисти, які допускали деяке повернення до парламентаризму. Сам Оллів'є взяв собі посаду міністра юстиції, але фактично очолював кабінет.
Голова комісії, створеної для розробки питання про адміністративну децентралізацію, був призначений пристарілий екс-прем'єр Оділон Барро. Одностайність у середовищі уряду тривала недовго: коли питання зайшло про закріплення реформ шляхом плебіциста. Луі Бюффе і граф Дарю відмовилися од своїх посад, оскільки в питанні про пребіцист визнавали за імператором право звертатися до народу лише в династичних питаннях. Портфель міністра закордонних справ перейшов до Ґрамонна. У результаті плебіцисту 8 травня 1870 року більшість голосів (82,68 %) стала на бік уряду, але посилення опозиції зародило в прихильниках імперії думку про необхідність оновити її престиж шляхом перемог над зовнішніми ворогами. Воєнний міністр Едмор Лебеф запевнив, що Франція готова до війни: не менш самовпевнений Оллів'є влітку 1870 року «з легким серцем», як він висловився, кинув виклик Пруссії через кандидатуру Гогенцоллерна на іспанський престол.
Після перших болючих поразок французької армії на фронтах Франко-прусської війни кабінет Оллів'є, абсолютно не здатний впоратися з труднощами, був повалений. Після революції 4 вересня 1870 року Еміль Оллів'є втік до Італії й повернувся лише в 1874 році, але його політична кар'єра закінчилася назавжди.
Автор численних юридичних і літературних статей, Оллів'є в останні роки життя пише апологію своєї діяльності та ліберальної ери Другої імперії. У «Revue des deux Mondes» 1895 і 1896 роках надруковано кілька статей Еміля Оллів'є про Луї-Наполеона як президента республіки.

## Склад уряду Еміля Оллів'є
Голова кабінету, міністр юстиції та культури — Еміль Оллів'є;
Міністр внутрішніх справ — Ежен Шевандьє де Вальдром;
Міністр закордонних справ — граф Наполеон Дарю;
Міністр сільського господарства і торгівлі — маркіз де Талу;
Міністр громадських робіт — Шарль Луве;
Міністр фінансів — Луї Бюффе;
Міністр витончених мистецтв — Моріс Рішар;
Міністр імператорського майна — маршал Жан-Батист Ваян;
Воєнний міністр — маршал Едмон Лебеф;
Міністр у справах колоній — адмірал Шарль Ріґо де Женуї;
Міністр народної просвіти — Алексіс-Еміль Сеґре;
Міністр — Президент Державної ради — Фелікс Паріє.